# Эмерит
Эмери́т (от лат. emeritus «заслуженный, отслуживший, старый») — титульное обозначение для профессоров, преподавателей высшей школы, а также для католических и протестантских (реже — православных) священников, которые в связи с преклонным возрастом освобождены от ряда своих ежедневных служебных обязанностей. 
В научно-образовательной сфере России этот термин не используется, однако этот статус близок к статусу заслуженного профессора — почётного звания, существовавшего в Российской империи. Эмеритура — обеспечение отставных служащих, а в случае их смерти — их семейств, основанное на началах взаимности. На начало XX столетия, в России, эмеритура, эмеритальная касса, капитал, образуемый путём обязательных вычетов из жалованья служащих в некоторых ведомствах (министерстве юстиции, военно-сухопутном, морском, ведомстве инженеров путей сообщения и других) в видах выдачи впоследствии пенсий, дополнительных к тем, которые причитаются по закону.

## Статус
Статус эмерита не равнозначен статусу пенсионера. Если вышедший на пенсию профессор или преподаватель полностью прекращает исполнение профессиональных функций, то эмерит продолжает частично выполнять свою работу, например в качестве научного консультанта, совершает служебные поездки. После эмеритации денежное содержание, как правило, значительно выше пенсии и приблизительно соответствует последней зарплате учёного. Эмеритированные профессора и преподаватели обычно теряют административные должности в управлении университетом или факультетом, но продолжают возглавлять или вести научные исследования, курируют научные работы молодых коллег на соискание степеней магистра или доктора наук, могут быть членами академических (но не государственных) экзаменационных комиссий, работать экспертами для судов и прокуратуры.
Аналогично, в католической церкви производится эмеритация для достигших преклонного возраста епископов и настоятелей соборов. Епископ-эмерит более не исполняет своих обязанностей по управлению епархией, но в то же время ему оставляются право совершения таинств и полагающиеся епископу привилегии.
В 2013 году эмеритация впервые была проведена для Папы Римского: Бенедикту XVI был присвоен титул Papa Emeritus, но на русский язык титул переводится как «Папа римский на покое».